# Asesinato de Vanessa Guillén
La muerte de Vanessa Guillén ocurrió el 22 de abril de 2020 a primera hora de la tarde en Fort Hood (Texas), en el estacionamiento del cuartel donde estaba Regimiento de Caballería. En junio de 2020, su desaparición atrajo la atención nacional en los Estados Unidos. El 1 de julio de 2020, en una conferencia de prensa, los investigadores informaron a la familia de Vanessa Guillén que  se encontró un cuerpo cerca de Fort Hood, apuntando a que podría ser el de su hija, pero no se había confirmado la identidad de los restos hallados. El principal sospechoso del caso, el especialista del Ejército Aaron David Robinson, huyó de Fort Hood el 30 de junio y se suicidó el 1 de julio al ser descubierto y abordado por las autoridades en Killeen (Texas). La abogada Natalie Khawam, con  bufete en Tampa, especialista en la defensa de las agencias federales estadounidenses  y en la asesoría legal de los empleados gubernamentales, representa a la familia.
Debido al tiempo de servicio prestado en el ejército, Guillén fue ascendida póstumamente al rango de especialista el 1 de julio de 2020.
En el momento de su fallecimiento tenía veinte años.

## Hechos
Vanessa Guillén nació en el Hospital Ben Taub en Houston, creció en el área de Houston y era de ascendencia mexicana; sus padres son zacatecanos. Le gustaban los deportes, miembros de su  familia afirmaron que «amaba correr, pero siempre ha sido ávida sobre los deportes y el aprendizaje». Se graduó de la Escuela Secundaria Hartman, y se graduó de la Escuela Preparatoria César E. Chávez en 2018 entre el 15% superior de su clase. Se unió al Ejército de los Estados Unidos como 91F (reparador de armas pequeñas / artillería) en junio de 2018.
Unas semanas antes de la desaparición, Guillén le dijo a su familia que estaba siendo acosada sexualmente en Fort Hood mientras salía a correr por un sargento cuya identidad no desveló; y que otras mujeres soldados habían presentado informes, pero estos habían sido desestimados, razones por las cuales no se sentía segura en Fort Hood, llegando a tener problemas para conciliar el sueño. A pesar de los consejos de su madre de que presentara una denuncia, Vanessa Guillén prefirió no hacerlo por temor a las represalias. En opinión de la familia, la desaparición de Vanessa Guillén fue bajo circunstancias sospechosas. El Comando de Investigación Criminal del Ejército de EE. UU. (CID), que investigó el caso, no encontró pruebas de que Guillén hubiese sido agredida o acosada, pero hizo referencia a que la desaparición no había sido voluntaria.

## Desaparición
Guillén desapareció a la 1 de la tarde del 22 de abril de 2020 en el estacionamiento del cuartel general del Escuadrón de Ingenieros Regionales en Fort Hood, un puesto militar estadounidense con una extensión cercana a los 880 km² entre los condados de Coryell y Bell en el centro de Texas, entre las ciudades de Waco y Austin, base de la 3.a División de Infantería y la 1.ª División de Caballería, así como de otras unidades. Fue vista por última vez con una camisa negra y pantalones morados de fitness. Sus pertenencias personales: cartera, placa de identificación militar y las llaves de su coche, se encontraron luego en la sala de armas donde la soldado había estado el día su desaparición.
Guillén fue descrita como «de ascendencia hispana, 5 pies 2 pulgadas (1,57 m) de altura, 126 libras (57 kg) con cabello negro y ojos marrones». Según el sitio web de su familia, Guillén «tiene varios tatuajes en el brazo izquierdo: una cruz con una flor y otro de una flor;  y una montaña con un círculo en la parte superior del hombro izquierdo».

## Investigación
Las investigaciones iniciadas el 30 de junio aportaron que en el registro telefónico del móvil de Vanessa Guillén la última llamada se produjo el mismo día de la desaparición, sin embargo el terminal está en paradero desconocido.
Tras dos meses desde la desaparición, la congresista de Texas Sylvia García mostró su interés por el caso abriendo una investigación en el Congreso junto con el Departamento de Defensa y solicitó más recursos al FBI para la resolución del mismo. Durante la investigación se entrevistó a más de ciento cincuenta personas, en una acción en la que han colaborado el FBI, el Departamento de Policía de Belton, el Departamento de Seguridad Pública de Texas, el Ejército, la Texas EquuSearch y el Centro Nacional para Niños Desaparecidos. En la búsqueda de Vanessa Guillén se desplegaron igualmente medios terrestres y aéreos.
El 1 de julio, la policía de Killeen intentó ponerse en contacto con un sospechoso vinculado a la desaparición de Guillén. Las noticias sobre sus pesquisas se hicieron públicas en una rueda de prensa en Washington D. C. en la que se pidió la colaboración de la policía local, que emitió un aviso de búsqueda. Según los investigadores del ejército, el sospechoso (Aaron David Robinson), al ser confrontado huyó de la Base y se suicidó.
El 2 de julio de 2020, uno de los abogados que representaba a la familia comunicó que tras una reunión con el CID que investigaba el caso, Vanessa Guillén pudo ser asesinada el mismo día de su desaparición, apuntando la presunta autoría hacia Aaron Robinson y la supuesta complicidad de su expareja Cecily Anne Aguilar.
La denuncia presentada contra Cecily Anne Aguilar indica que Vanessa Guillén habría fallecido a manos de Aaron Robinson tras una disputa y a causa de varios golpes de martillo mientras permanecía en la base de Fort Hood. El cuerpo de la víctima habría sido trasladado, descuartizado con un machete y  enterrado en tres fosas distantes entre sí, acciones en las que habría colaborado la expareja de Robinson. Al respecto Jonathan W. Varga, agente del FBI, realizó una detallada declaración jurada en la Corte Federal de Distrito del Oeste de Texas sobre los resultados de la investigación realizada que llevaron a la detención de Cecily Anne Aguilar. Esta fue arrestada por los Rangers de Texas y se encuentra detenida en la Cárcel del Condado de Bell. El 2 de julio, los funcionarios del condado de Bell declararon que Aguilar sería transferida a la custodia federal debido a un cargo de conspiración para manipular pruebas por parte de la Fiscalía de los Estados Unidos del Distrito Oeste de Texas.

### Cronología
- 22 de abril: Guillén es asesinada con un martillo dentro de un arsenal. La sospechosa, según la policía, usa un baúl para sacar su cuerpo del arsenal en Fort Hood y recibe ayuda del segundo sospechoso para desmembrar los restos antes de enterrarlos a lo largo del río León.[16]
- 23 de abril: CID fue notificado por un oficial comisionado en el 3CR Provost Marshal que luego PFC Guillén fue reportada como desaparecida.[17]
- 24 de abril: El CID emitió una carta de soldado desaparecida para Guillén. La Policía Militar de Fort Hood emitió un aviso de Be on the Lookout (BOLO) a las agencias policiales cercanas. El personal militar junto con la policía civil y militar comenzaron una búsqueda.[18]
- 26 de abril: Se cree que Robinson y Aguilar regresaron al río León de acuerdo con los datos de sus teléfonos móviles. Continuaron con el proceso de enterramiento de los restos de Guillén, cubriéndolos con cemento.
- 28 de abril: El CID entrevistó a Robinson por primera vez.
- 30 de abril: El secretario del ejército Ryan D. McCarthy hizo la siguiente declaración en una conferencia de prensa de COVID-19: «Me gustaría comenzar esta mañana hablando de un soldado desaparecido, la soldado de primera clase Vanessa Guillén, con la esperanza de aumentar la conciencia del público y asistencia para encontrarla. Voluntario de primera clase Guillén desapareció el 22 de abril de Ford Hood, Texas. En concierto con los esfuerzos locales de aplicación de la ley, el Ejército continuará buscándola agresivamente. Nuestros corazones están con su familia, y no dejaremos de buscarla hasta que la encontremos ».[17]
- 18 de mayo: Se entrevista a dos testigos que habían observado a SPC Robinson luchando con una «caja dura» fuera del arsenal.
- 19 de mayo: Robinson da su consentimiento a una búsqueda en su teléfono móvil por parte de la policía usando un Dispositivo Universal de Extracción Forense.
- 19 de junio: Aguilar es entrevistada  por primera vez.
- 21 de junio: Los datos de los teléfonos móviles de Robinson y Aguilar llevaron a los funcionarios encargados de hacer cumplir la ley a un área cercana al río León. Las autoridades policiales localizaron la tapa quemada de un cajón de transporte Pelican, pero no lograron encontrar un cadáver.
- 30 de junio: Aproximadamente a la 1:00 p. m., los contratistas que trabajaban en una cerca cercana al río León descubrieron algunos restos humanos, el hallazgo fue notificado a las fuerzas del orden. El CID y las agencias asociadas confirmaron el hallazgo. Aproximadamente a las 20:30, Aguilar fue entrevistado de nuevo dando información  a los oficiales de la ley sobre el asesinato. Robinson huyó de Fort Hood y se suicidó poco después de la medianoche cuando se vio cercado por la policía en Killeen, Texas.[19]
- 2 de julio: El FBI presentó formalmente una denuncia penal contra Aguilar. Fort Hood y el CID dieron una rueda de prensa.[20]
- 5 de julio: Se confirmó que los restos hallados eran los de Vanessa Guillén.[21]

## Protestas
El caso de Vanessa Guillén generó protestas en el exterior del recinto de Fort Hood llevadas a cabo por la familia y por la Liga de Ciudadanos Latinoamericanos (LULAC) el 12 de junio de 2020, quienes manifestaron que su hija estaba sufriendo acoso sexual por un superior, cuyo hostigamiento se produjo el mismo día de su desaparición:

El martes, la familia le dijo a los funcionarios de Fort Hood que Guillén acusó a uno de sus supervisores de meterse en la ducha mientras estaba desnuda. «Ella sí lo informó a su familia y sus amigos», dijo Khawam. «Sospechamos que es la misma persona que fue su supervisor ese mismo día después de su desaparición».

Por parte del cuerpo de funcionarios de la base no se desveló inicialmente la identidad del superior implicado en el hecho.
Las protestas sirvieron para que los investigadores del CID de la base de Fort Hood indagaran sobre la desaparición y denuncias de acoso sexual que otras soldados empezaron a interponer a raíz del caso de Vanessa Guillén. Entre otras medidas, se abrió una investigación paralela sobre los programas de prevención de acoso en el ejército mediante el programa SHARP en Fort Hood y el 17 de junio se ofreció una recompensa de $50 000, más otros  $25 000 aportados por la LULAC, a quien contribuyera con pistas para hallar a Vanessa Guillén. Las medidas de presión llevadas a cabo por parte de la familia y de Liga de Ciudadanos Latinoamericanos (LULAC) llegó hasta el Congreso y la Casa Blanca.

## Sospechosos
Aaron David Robinson, nacido en Calumet City (Illinois), ingresó en el Ejército de los Estados Unidos en el año 2017. Era miembro del escuadrón de ingenieros de combate del 3.er Regimiento de Caballería. Durante su carrera militar estuvo destinado en diferentes tropas.
Cecily Anne Aguilar, de 22 años, fue descrita por las autoridades como la novia de Aaron Robinson y la esposa separada de otro soldado.

## Reacciones
- La congresista Sylvia Garcia, en cuyo distrito reside la familia Guillén, expresó su compromiso de buscar justicia para Guillén y promulgar cambios para prevenir aún más el acoso sexual y las agresiones en el ejército.[23][24]
- Domingo García, presidente de la Liga de Ciudadanos Latinoamericanos Unidos (LULAC), agregó una recompensa de $ 25,000 a la recompensa existente de $ 25,000 anunciada por el Ejército de los Estados Unidos por encontrar a Guillén[25] y el rapero de Houston Baby Bash prometió $ 5,000 adicionales.[26]
- La actriz Salma Hayek prometió su apoyo en la campaña para encontrar a Guillén, comprometiéndose a publicar una fotografía en su historia de Instagram todos los días hasta que fuese encontrada.[27]
- El 27 de julio de 2020 Gloria Guillén, la madre de Vanessa Guillén obtuvo un permiso de permanencia temporal en el país (parole in place) del Departamento de Seguridad Nacional (DHS) con la ayuda de la Congressista Sylvia Garcia y el abogado Luis Gómez Alfaro.[28]
- El 30 de julio de 2020 la familia de Guillén se reunió con el presidente de los Estados Unidos Donald Trump, quien prometió seguir la investigación del caso.[29]